# Сиротюк Юрій Васильович
Сиротюк Юрій Васильович (21 лютого 1995, с. Завадів — 25 листопада 2024, м. Суджа) — головний сержант-командир відділення управління зенітного ракетного взводу аеромобільного батальйону 80-ї окремої десантної-штурмової бригади.

## Життєпис
Сиротюк Юрій Васильович народився 21 лютого 1995 року в селі Завадів, Стрийського району на Львівщині. Жив та навчався у рідному селі Завадів. «Добрий, вихований та чуйний хлопчик, ці якості росли разом з ним. І з хлопчика став Юрій мужнім чоловіком, якого я побачила на фото з фронту. Завжди усміхнений та позитивний, дуже гарний» — такі щирі слова передає класний керівник Юрія.
У вересні 2010 року вступив до Вищого професійного училища № 34 м. Стрия, закінчив у червні 2013 року. Здобув кваліфікацію «Технік-будівельник»  за спеціальністю «Будівництво та експлуатація будівель та споруд». З листопада 2015 року по квітень 2017 року проходив строкову службу у Десні.
Працював закордоном та в Дніпро-М. В жовтні 2021 року Юрій одружився. У червні 2022 року, під час служби у ЗСУ, народився син, якого він дуже чекав та хотів.

## Повномаштабне вторгнення
З початком повномаштабного вторгнення, 26 лютого 2022 року став на захист Батьківщини. Спочатку проходив військову службу в роті охорони при ТЦК. З 15 червня 2022 року по 29 липня 2022 року проходив бойове злагодження в складі зенітно-артилерійського взводу аеромобільного батальйону 80-тої окремої десантно-штурмової бригади в 199 навчальному центрі підготовки десантно-штурмових військ. Був призначений на посаду навідника зенітної артилерійської установки ЗУ-23-2 в третє відділення зенітного артилерійського взводу аеромобільного батальйону 80-ї окремої десантно-штурмової бригади.
28 серпня 2022 року брав активну участь у наступальній операції щодо звільнення правобережної частини Херсонської області. Брав участь у боях поблизу населених пунктів Архангельське, Давидів Брід, П'ятихатки, Тягинка.
21 листопада 2022 року був відзначений бригадним генералом Олександром Тарнавським грамотою за мужність та відвагу.
З грудня 2022 року Юрій брав активну участь наступальної операції в Серебрянському лісництві поблизу населеного пункту Кремінна Луганської області.
З 29 січня 2023 року брав участь в оборонній, а пізніше в наступальні операції на Бахмутському напрямку Донецької області, був учасником у боях поблизу н. п. Іванівське, Ступочки, Часового Яру, Андріївки, Кліщівки.  Під час важких боїв за звільнення населеного пункту Кліщіївка, Донецької області виконував завдання, щодо прикриття повітряного простору за допомогою ПЗРК, відбивав штурми, під час наступу ворожих військ. Підвозив боєприпаси, прозію, навіть тоді, коли інші не хотіли. Ніколи не відмовлявся від поставлених завдань і йшов завжди туди, де гаряче.
З жовтня 2023 року призначений на посаду головного сержанта-командира відділення управління зенітного ракетного взводу аеромобільного батальйону 80 окремої десантно-штурмової бригади. Завжди відповідально ставився до своєї роботи та виконання бойових завдань.
Згодом відправлений з бригадою на бойове завдання в Курську область рф, де Юрій брав участь у штурмових і оборонних діях протягом трьох місяців. Активно знищував ворогів та іхню техніку за допомогою ударних безпілотних систем.
25 листопада 2024 року загинув в н. п. Суджа Курської області, під час виконання бойового завдання.
В період з 26 листопада 2024 року по 1 січня 2025 року вважався зниклим безвісті. Чин похорону Юрія відбувся 4 січня 2025 року в селі, де проживав з сім'єю. Похований в селі Голобутів Стрийського району Львівської області.

### Нагороди
- Орден «За мужність» III ступеня (20 лютого 2025, посмертно)[2];
- Відзнака Президента України «За Оборону України»;
- Орден «Слава України»;
- Подяка від керівництва бригади та батальйону;
- Лауреат номінації «Цвіт нації»;
- Нагрудний знак «Ветеран війни».

## Особисте життя
У Юрія залишився  маленький син (2,5 рочки), який досі чекає на батька з роботи, кохана дружина, люблячі батьки та молодша сестра.
Юрій був чудовим сім'янином, люблячим батьком та чоловіком, гарним сином та зятем, найкращим братом, добрим другом. Рідні та близькі завжди могли покластись та очікувати на допомогу та пораду. «Один з найдобріших людей, яких ми знали» — так відгукуються друзі про Юрка. «Він був тим, з ким не страшно йти на завдання», «Ніколи б не залишив бойового товариша на полі бою», «Завжди хвилювався за всіх, залишався вірним військовій присязі» — слова побратимів, з якими пліч-о-пліч боровся за нашу суверенність. Юрій був відважний та рішучий, серед побратимів користувався повагою і беззаперечним авторитетом. Особливими рисами його характеру була доброта, щирість. Вільний між бойовими завданнями час надавав допомогу покинутим домашнім тваринам, які були залишені в зоні бойових дій. За роки повномасштабної  війни Юрій не тільки бачив всі жахи війни, а й знайшов справжніх друзів, з Донбасу Юрко врятував собачку — Сірі, яка проводжала його в останню дорогу.
Всім, хто добре знав Юрія, дуже не вистачає його жартів та розмов. В душі рана, але назавжди в пам'яті та розмовах.